# Gouvernement Masra
Ve République
Kebzabo Halina
Le gouvernement Succès Masra est le gouvernement de la république du Tchad du 2 janvier 2024 au 23 mai 2024.

## Historique

### Formation
Le 1er janvier 2024, Succès Masra est nommé Premier ministre, le premier de la nouvelle Ve République. Il forme son gouvernement le lendemain.

## Composition
La composition est la suivante.
| Portefeuille                                                                                    | Nom | Nom                             | Parti |
| ----------------------------------------------------------------------------------------------- | --- | ------------------------------- | ----- |
| Premier ministre                                                                                |     | Succès Masra                    | LT    |
| Ministre d'État Ministre de la Justice, Garde des sceaux, chargé des Droits humains             |     | Abderahim Breme Hamid           |       |
| Ministre d'État Ministre de l'Enseignement supérieur, de la Recherche et de l'Innovation        |     | Tom Erdimi                      |       |
| Ministre d'État, ministre de la Femme                                                           |     | Amina Priscille Longoh          | MPS   |
| Ministre d'État Ministre de l'Administration du Territoire                                      |     | Limane Mahamat                  |       |
| Ministre de la Sécurité Publique                                                                |     | Mahamat Charfadine Margui       |       |
| Ministre des Armées                                                                             |     | Dago Yacouba                    |       |
| Ministre des Affaires étrangères                                                                |     | Mahamat Saleh Annadif           |       |
| Ministre des Finances et du Budget                                                              |     | Tahir Hamid Nguilin             | MPS   |
| Ministre des Infrastructures                                                                    |     | Aziz Mahamat Saleh              | MPS   |
| Ministre de la Santé publique et de la Prévention                                               |     | Abdoumadjid Abderahim           |       |
| Ministre de l'Économie et de la Planification du Développement                                  |     | Mahamat Assiouti Abakar         | LT    |
| Ministre de la Communication                                                                    |     | Abderaman Koulamallah           | UDT   |
| Ministre des Télécommunications                                                                 |     | Boukar Michel                   |       |
| Ministre de l'Aménagement du territoire, du Développement et de l'Habitat et de l'Urbanisme     |     | Mahamat Assileck Halata         |       |
| Ministre des Mines, du Développement industriel, Commercial et de la Promotion du secteur privé |     | Abdelkerim Mahamat Abdelkerim   |       |
| Ministre de l'Énergie                                                                           |     | Dougona Bakasse Reradjim Louise |       |
| Ministre des Hydrocarbures                                                                      |     | Ndolenodji Alixe Naïmbaye       |       |
| Ministre de la Fonction publique                                                                |     | Abdoulaye Mbodou Mbami          |       |
| Ministre de l'Action sociale                                                                    |     | Fatimé Boukar Kosseï            |       |
| Ministre de l'Éducation nationale                                                               |     | Ndolembai Sadé Njesada          | LT    |
| Ministre de la Production, de l'Irrigation et des Équipements agricoles                         |     | Keda Ballah                     |       |
| Ministre de l'Aviation civile, du Transport et de la Météorologie                               |     | Fatimé Goukouni Weddeye         |       |
| Ministre de l'Élevage et des Productions animales                                               |     | Abdoulaye Diar                  |       |
| Ministre de l'Eau                                                                               |     | Passalet Kanabé Marcelin        | UNDR  |
| Ministre de l'Environnement                                                                     |     | Mahamat Abdelkerim Hanno        |       |
| Ministre du Développement touristique, de la Culture et de l'Artisanat                          |     | Abakar Rozzi Teguil             |       |
| Ministre de la Formation professionnelle et des Petits métiers                                  |     | Djimet Moussa Oumar             |       |
| Ministre de la Promotion des jeunes, du Sports et de l'Emploi                                   |     | Bravo Waïdou                    |       |
| Ministre secrétaire général du gouvernement                                                     |     | Ramatou Mahamat Houtouin        | MPS   |
| Secrétaire d'État aux Affaires étrangères                                                       |     | Isabelle Housna Kassiré         |       |
| Secrétaire d'État à la Justice et aux Droits de l'homme                                         |     | Sitack Yombatinan Béni          | LT    |
| Secrétaire d'État à l'Enseignement supérieur                                                    |     | Souad Djibrine Brahim           |       |
| Secrétaire d'État à l’Administration du territoire                                              |     | Ahmat Oumar Ahmat               |       |
| Secrétaire d'État à l’Éducation nationale                                                       |     | Mahamat Ibet Bekla              |       |
| Secrétaire d'État à la Santé publique                                                           |     | Abakar Abderazak Hassan         |       |
| Secrétaire d'État aux Finances                                                                  |     | Adjinei Mahamat Garfa           |       |
| Secrétaire d'État à l’Économie et au Plan                                                       |     | Saïnta Ndem                     |       |
| Secrétaire d'État à la Production et la Transformation agricole                                 |     | Flavien Ali Tobyo               |       |
| Secrétaire d'État à l'Élevage                                                                   |     | Fatimé Kodbé                    |       |
| Ministre secrétaire générale adjointe du gouvernement                                           |     | Bourkou Louise Ngaradoumri      |       |